# Janthinea frivaldszci
Janthinea frivaldszci là một loài bướm đêm trong họ Noctuidae.